# Підкоморій великий литовський
Підкоморій великий литовський (пол. podkomorzy wielki litewski) — уряд двірський Великого князівства Литовського Речі Посполитої.

## Історія та обов'язки уряду
До 1569 року уряд мав назву підкоморій дворний (двірський) литовський. Цей урядник відповідав за порядок та вбрання покоїв великого князя, був його радником і входив до складу Ради Великого князівства Литовського.
Після Люблінської унії підкоморії не призначались. Уряд був відновлений 1633 року великим князем Владиславом IV як відповідник у Литві уряду підкоморія надвірного коронного.
Коли король перебував у Литві, підкоморій великий литовський виконував обов'язки підкоморія надвірного коронного. Через те, що траплялося це не дуже часто, цей уряд був набагато менше важливим, ніж його відповідник у Короні.
Підкоморій великий литовський перебував при дворі та приймав подання й прохання до короля від мешканців литовських земель.
На посаду, зазвичай, призначались лише представники магнатських родів.

## Деякі відомі підкоморії великі литовські
- Григорій Ходкевич (1544—1569)
- Януш Радзивілл (1633—1646)
- Богуслав Ернест Денгофф (1702—1734)
- Єжи Август Мнішек (1736—1742)
- Ян Кароль Мнішек (1742—1759)
- Станіслав Радзивілл (1759—1779)
- Єронім Вінцент Радзивілл (1779—1786)
- Мацей Радзивілл (1786—1790)